# Kokkola
Kokkola (in svedese Karleby) è una città finlandese di 48006 abitanti, situata nella regione dell'Ostrobotnia Centrale.

## Denominazione
Il nome finlandese Kokkola significa "luogo del falò" o "luogo di aquila", perché in finlandese la radice della parola Kokko significa sia falò sia aquila di mare (il suffisso -la indica la posizione). La città era conosciuta in svedese dal nome Gamlakarleby fino al 1º gennaio 1977, quando il vicino comune di Kaarlela (in svedese Karleby) è stato unificato con Kokkola, e la città ha assunto il nome svedese di Karleby. La parola gamla significa "vecchio", karl significa "uomo" o "Carlo", nome di molti re, e by significa "villaggio", quindi letteralmente il risultato è '"antico borgo di Carlo". Il nome latino era Carolina Vetus.

## Storia
Kokkola è stata fondata nel 1620 quando la Finlandia apparteneva all'impero di Svezia, il che ne fa una delle città più antiche della Finlandia.
Il suo fondatore, il re Gustavo II Adolfo di Svezia, ne decise anche lo stemma, un barile di catrame da cui scaturiscono tre fiamme, per ricordare la creazione della città come porto di spedizione per il commercio del catrame.
Divenne anche un centro di importanti cantieri navali in Finlandia. Come risultato del commercio del catrame e della cantieristica navale Kokkola è stato per un certo tempo la più ricca città della Finlandia.
Un affare di interesse storico, noto come la Schermaglia di Halkokari, si è verificato nella città di Kokkola nel giugno 1854 durante la guerra di Crimea. Royal Marines del HMS Vulture e del HMS Odin cercarono di sbarcare a terra per saccheggiare la città, ma furono respinti dai difensori locali, molti dei quali erano civili armati di fucili da caccia. Una delle nove imbarcazioni più piccole (una cannoniera) cadde nelle mani dei difensori. Questa barca è stata l'unica nave della Royal Navy ancora in possesso straniero nel 1914. La barca è ancora oggi conservata in un piccolo edificio all'interno del parco cittadino. Il Tesoro britannico paga ogni anno una piccola somma per il mantenimento delle tombe di nove Royal Marines uccisi in azione durante la schermaglia alla congregazione della chiesa locale.
La città aveva una maggioranza di lingua svedese fino al 1933.
Nel 1977, il comune circostante di Kaarlela (in svedese Karleby) è stato unificato con quello di Kokkola. Nel 2009, i comuni di Lohtaja, Kälviä e Ullava sono confluiti in quello di Kokkola.

## Società

### Lingue e dialetti
Le lingue ufficiali di Kokkola sono il finlandese e lo svedese, e 2,3% parlano altre lingue.
| %     | Ripartizione linguistica (gruppi principali) |
| ----- | -------------------------------------------- |
| 13,4% | madrelingua svedese                          |
| 84,3% | madrelingua finlandese                       |

## Amministrazione

### Politica
Alle elezioni parlamentari del 2011 vi sono state le seguenti preferenze:
- Partito di Centro Finlandese 24,3%
- Partito Socialdemocratico Finlandese 20,7%
- Veri Finlandesi 17,0%
- Democratici Cristiani Finlandesi 10,0%
- Partito Popolare Svedese di Finlandia 9,9%
- Partito di Coalizione Nazionale 9,8%
- Alleanza di Sinistra 5,0%
- Lega Verde 2,3%

### Gemellaggi
Kokkola è gemellata con:
- Greater Sudbury
- Fredericia
- Ratingen
- Hatvan
- Kristiansund
- Fitchburg (Massachusetts)